# Baía da Abra

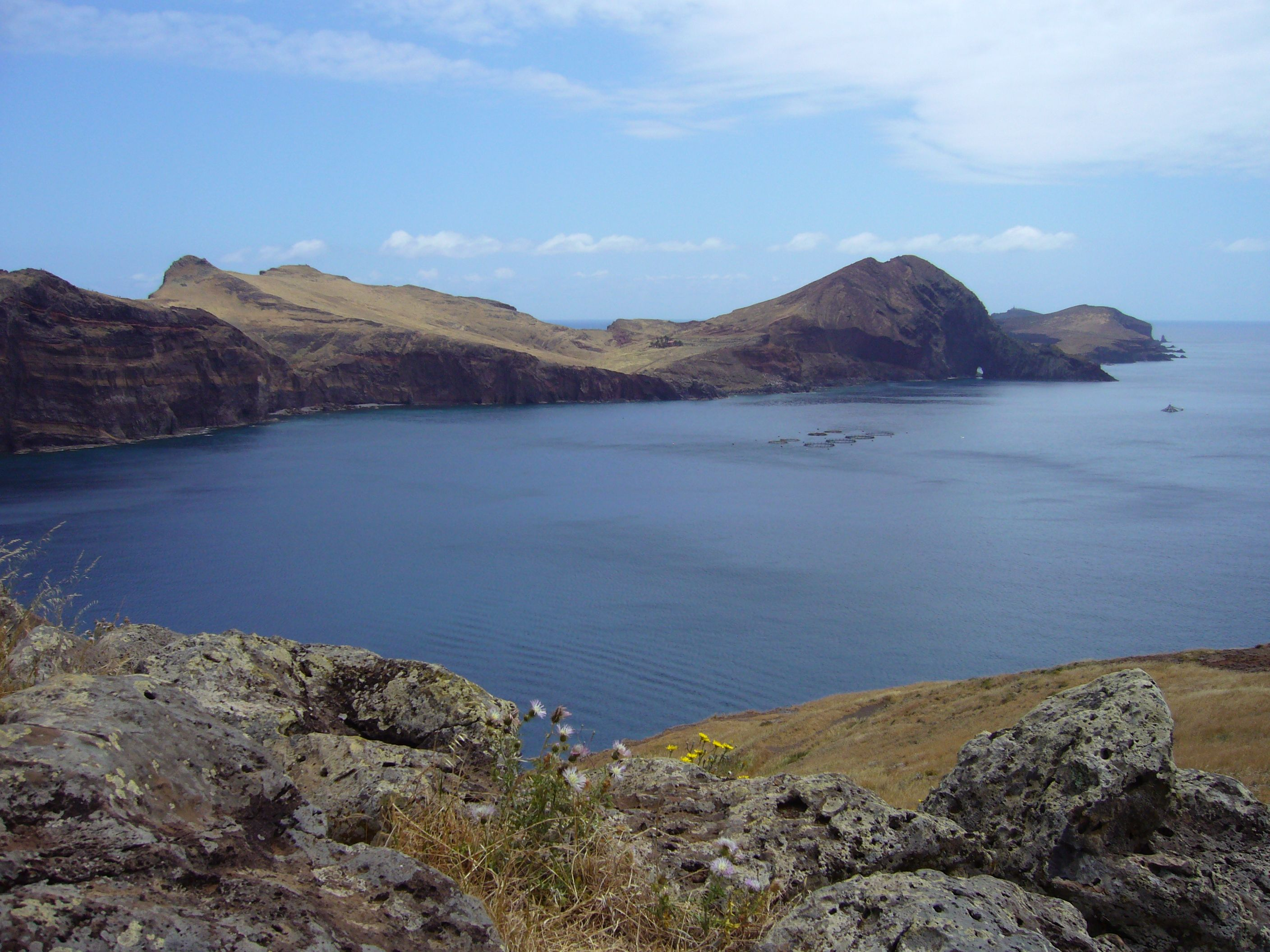
A baía da Abra

A baía da Abra ou baía d' Abra é uma baía ou enseada e porto situada no litoral Sul da Ponta de São Lourenço, entre a Ponta da Abra e a Ponta do Furado. De todas as pequenas enseadas da Madeira é a mais ampla e a de maior reentrância, formando uma baía relativamente espaçosa. Durante o governo do Marquês de Pombal esteve projectada a construção nesta enseada de um porto militar e respectivo arsenal, e no primeiro quartel do século XIX também existiu a ideia de se instalar ali um pequeno porto de abrigo. Além duma praia ou calhau, existe ali um cais de desembarque, de propriedade particular. É um local muito apetecido de ancoragem para muitos iatistas e velejadores.